# Green Valley of Russian River Valley AVA
Green Valley of Russian River Valley AVA (bis 2007 Sonoma County Green Valley AVA) (anerkannt seit dem 21. November 1983) ist ein Weinbaugebiet im US-Bundesstaat Kalifornien. Das Gebiet liegt im Verwaltungsgebiet Sonoma County in unmittelbarer Umgebung des Russian River. Als Unterbereich definiert, liegt das Gebiet im Südwesten der übergeordneten Russian River Valley AVA in der Nähe der Gemeinden Bodega Bay und Sebastopol. Diese Gegend ist auch bekannt für den Obstanbau, insbesondere für die Apfelsorte Gravensteiner. Durch seine Nähe zum Pazifischen Ozean ist das Klima dieses Gebiet das kühlste innerhalb des Sonoma County. Daher gedeihen hier die frühreifenden Rebsorten Spätburgunder, Chardonnay und Gewürztraminer.

## Geschichte
Das Weinbaugebiet wurde am 21. November 1983 unter dem Namen Sonoma County Green Valley AVA zugelassen. Es bestand jedoch eine Verwechslungsgefahr mit der 1982 eingerichteten Solano County Green Valley AVA. Die Winzer bevorzugten es daher, ihre Weine unter dem Namen der übergeordneten Russian River Valley AVA zu vermarkten. Gleichwohl waren sie bestrebt, die kleiner Herkunftsbezeichnung zu nutzen und somit dem Terroir-Gedanken zu entsprechen. Sie setzten sich daher lange für eine Namensänderung ein. Der Namensänderung in den heute gültigen Namen wurde am 23. April 2007 stattgegeben.